# Тотожність максимумів і мінімумів
Тотожність максимумів та мінімумів — математичне співвідношення між максимальним елементом скінченної множини чисел та мінімальними елементами всіх його непорожніх підмножин.

## Формулювання
Нехай {\displaystyle x_{1},\ldots ,x_{n}} — довільні дійсні числа. Тоді тотожність стверджує:
Аналогічне співвідношення має місце, якщо поміняти місцями мінімуми та максимуми:

## Доказ
Доведемо, наприклад, перше з наведених співвідношень.
Зауважимо, що якщо замінити {\displaystyle ~x\mapsto x+a}, де {\displaystyle ~a} — довільне число, то обидві частини доказуваного співвідношення також зміняться на {\displaystyle ~a}.
Дійсно, ліва частина:
Права частина:
{\displaystyle {\begin{aligned}\sum _{k=1}^{n}\sum _{i_{1}<\ldots <i_{k}}(-1)^{k-1}\,&\min(x_{i_{1}}+a,\ldots ,x_{i_{k}}+a)=\\&=\sum _{k=1}^{n}\sum _{i_{1}<\ldots <i_{k}}(-1)^{k-1}\,\min(x_{i_{1}},\ldots ,x_{i_{k}})+a\sum _{k=1}^{n}(-1)^{k-1}\!\!\!\sum _{i_{1}<\ldots <i_{k}}\!\!\!1\end{aligned}}}
Другий доданок в точності дорівнює {\displaystyle ~a}, в силу відомого властивості біноміальних коефіцієнтів:
Замінимо тепер всі {\displaystyle ~x_{i}} на {\displaystyle ~x'_{i}=x_{i}+a}, де {\displaystyle ~a=-\min(x_{1},\ldots ,x_{n})}. В силу вищевикладених міркувань співвідношення для набору {\displaystyle ~x'_{i}} буде виконано тоді і лише тоді коли виконано співвідношення для набору {\displaystyle ~x_{i}}. Але при цьому всі {\displaystyle x'_{i}\geqslant 0}, і одне або декілька чисел з набору {\displaystyle ~x'_{i}} рівні {\displaystyle ~0}.
Якщо всі {\displaystyle ~x'_{i}=0}, то співвідношення, очевидно, вірне.
Розглянемо випадок, коли не всі {\displaystyle ~x'_{i}=0}. Нехай для визначеності {\displaystyle x'_{1},\ldots ,x'_{m}>0}, а {\displaystyle x'_{m+1}=\ldots =x'_{n}=0}.
Тоді, як легко бачити, всі нульові {\displaystyle ~x'_{i}} можна виключити з рівності, яка, тим самим, перетворюється в
Таким чином, співвідношення для {\displaystyle ~n} чисел зводиться до аналогічного співвідношенню для меншої кількості {\displaystyle ~m<n} чисел. Звідки, в силу принципу математичної індукції випливає, що вихідне співвідношення вірно для будь-якого натурального {\displaystyle ~n}.